# Vordere Ölgrubenspitze
Die Vordere Ölgrubenspitze ist ein 3452 m ü. A. hoher Berg des Kaunergrats in den Ötztaler Alpen in Tirol. Er ist von der Hinteren Ölgrubenspitze durch das 3044 m hohe Ölgrubenjoch getrennt. In dem nach Süden zum Ölgrubenjoch ziehenden Grat liegt der Ölgrubenkopf.
Die Vordere Ölgrubenspitze hat zwei Gipfel, den Südgipfel auf 3452 m und den niedrigeren Nordgipfel auf 3451 m.
Die Vordere Ölgrubenspitze ist wegen ihrer überragenden Aussicht überaus lohnend, erfordert aber bergsteigerisches Können und Hochtourenerfahrung. Ihr kühn emporragender Gipfelaufbau aus grauem Gestein verleiht ihr einen unverwechselbaren Anblick.

## Besteigungsgeschichte
Die Erstbesteigung des Südgipfels erfolgte am 17. August 1876 durch die Bergführer Johann Praxmarer und Ignaz Schöpf mit der „Hüttenwirtin des Gepatschhauses“. Sie stiegen dabei durch das kleine Hochkar nördlich des Ölgrubenjoches auf die Grathöhe südlich des Gipfels und erreichten den Gipfel über den südlichen Grat des Berges.
Der Nordgipfel wurde am 8. August 1881 durch John Percy Farrar, mit dem Erstbesteiger des Südgipfels Johann Praxmarer als Bergführer, bezwungen.

## Routen
Der Normalweg führt vom Taschachhaus auf dem Weg zum Ölgrubenjoch bis zur Hochfläche mit den Gletscherseen. Dort verlässt man den Weg und gelangt nordwestlich durch breite Schuttgassen aufwärts. Entlang eines Baches geht es weiter bis zu einem Gletscherrest, den man umgeht oder überschreitet. Oberhalb von ihm geht es durch eine erdige Rinne weiter zum Grat (UIAA I) und den Ölgrubenkopf überschreitend in die Südscharte der Vorderen Ölgrubenspitze. Beim Abstieg in die Scharte weicht man einen steileren Gratabfall in der Westflanke (Schuttrinnen, UIAA I) aus oder bleibt direkt am Grat (UIAA II).
Am Grat steigt man nun bis zum steil emporragenden, grauen Gipfelaufbau der Ölgrubenspitze. Dabei überwindet man eine kleinere, brüchige Felsstufe. Zuletzt geht es links zu einer steilen Rinne, die vom Gipfel herabzieht und in ihr steil empor (UIAA II, äußerst brüchig) zum Gipfel mit Gipfelkreuz und Gipfelbuch.

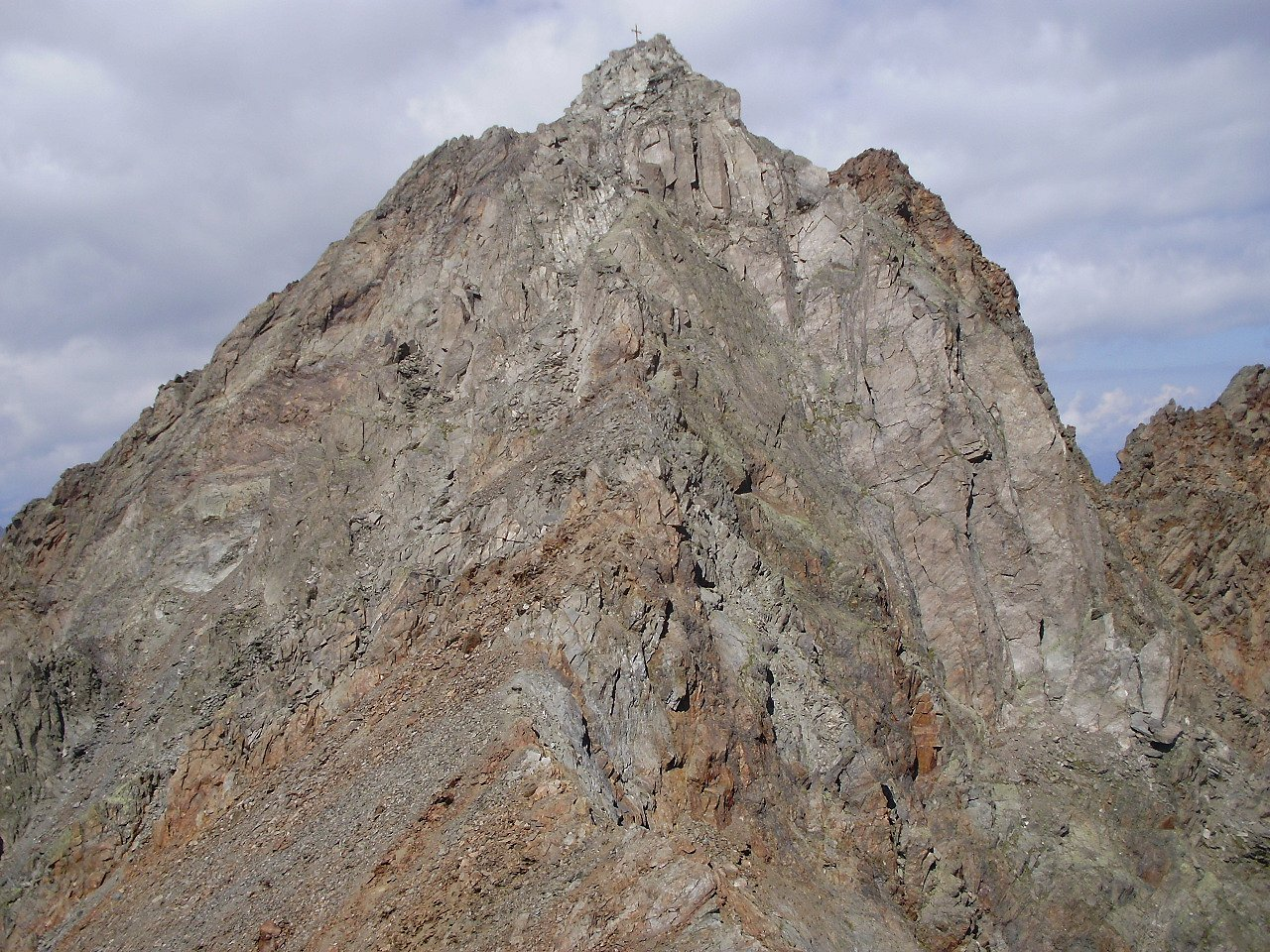
Gipfelaufbau der Ölgrubenspitze von Süden
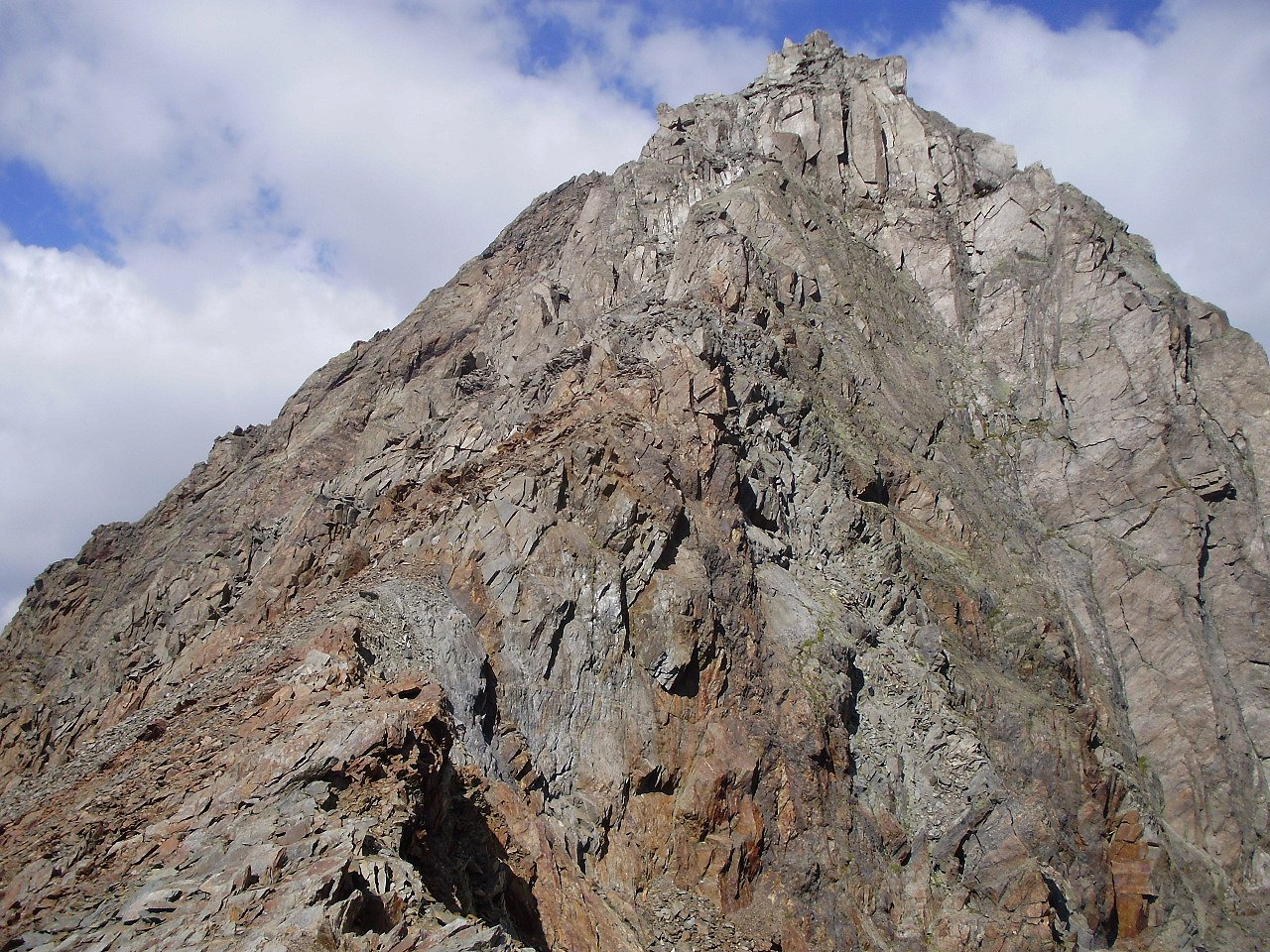
Am Südgrat
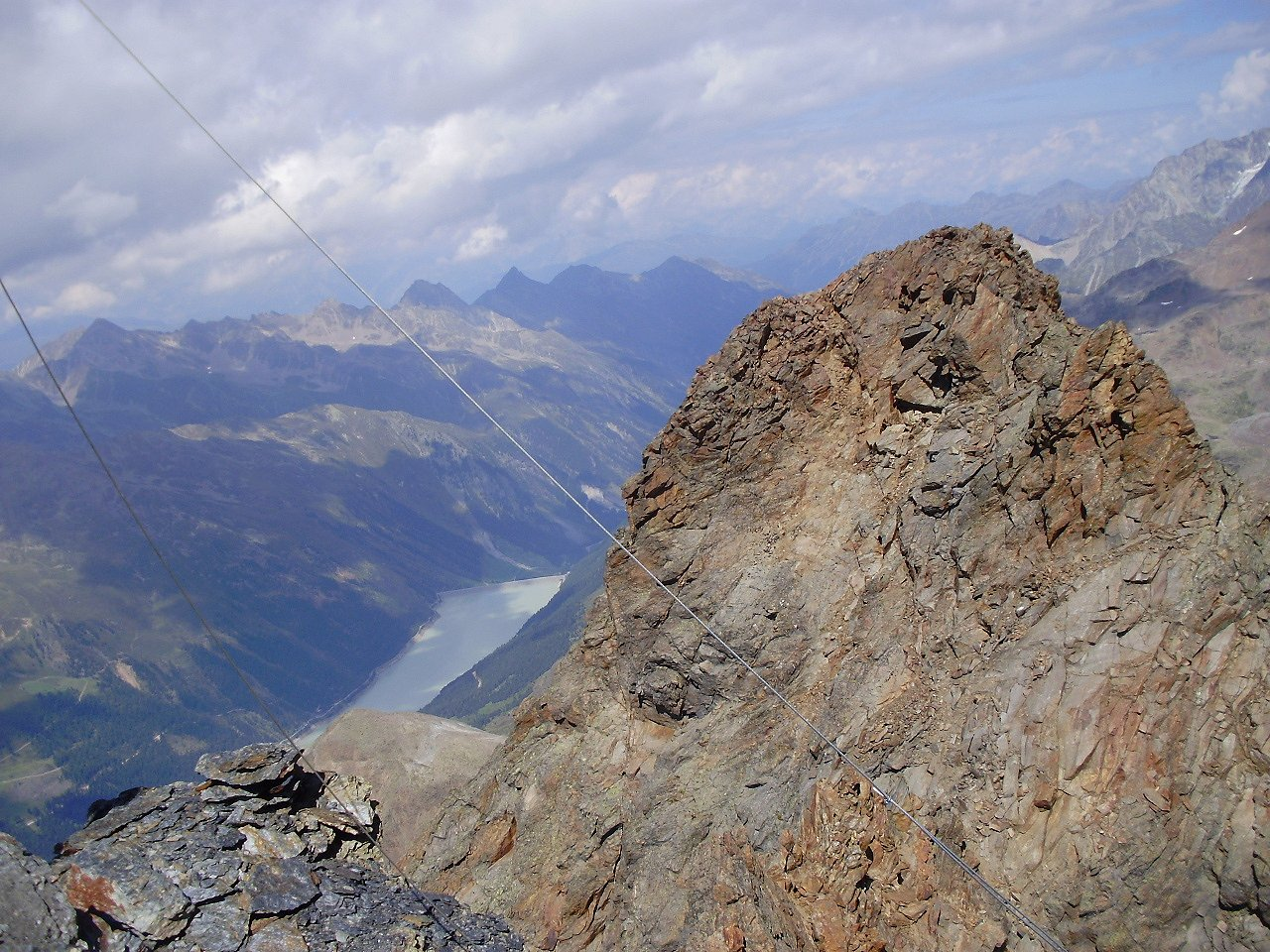
Der Nordgipfel
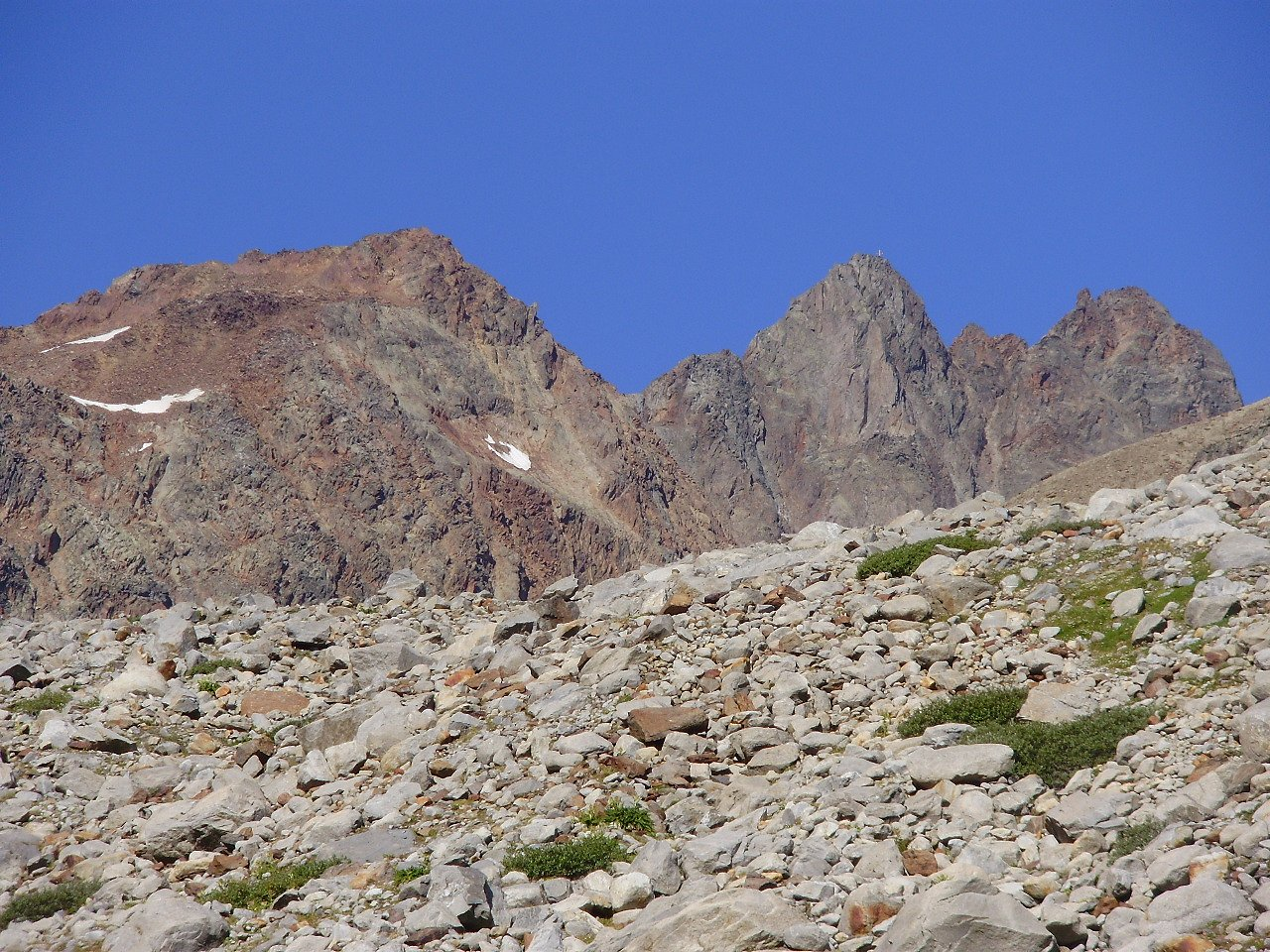
Ölgrubenspitze von Südosten
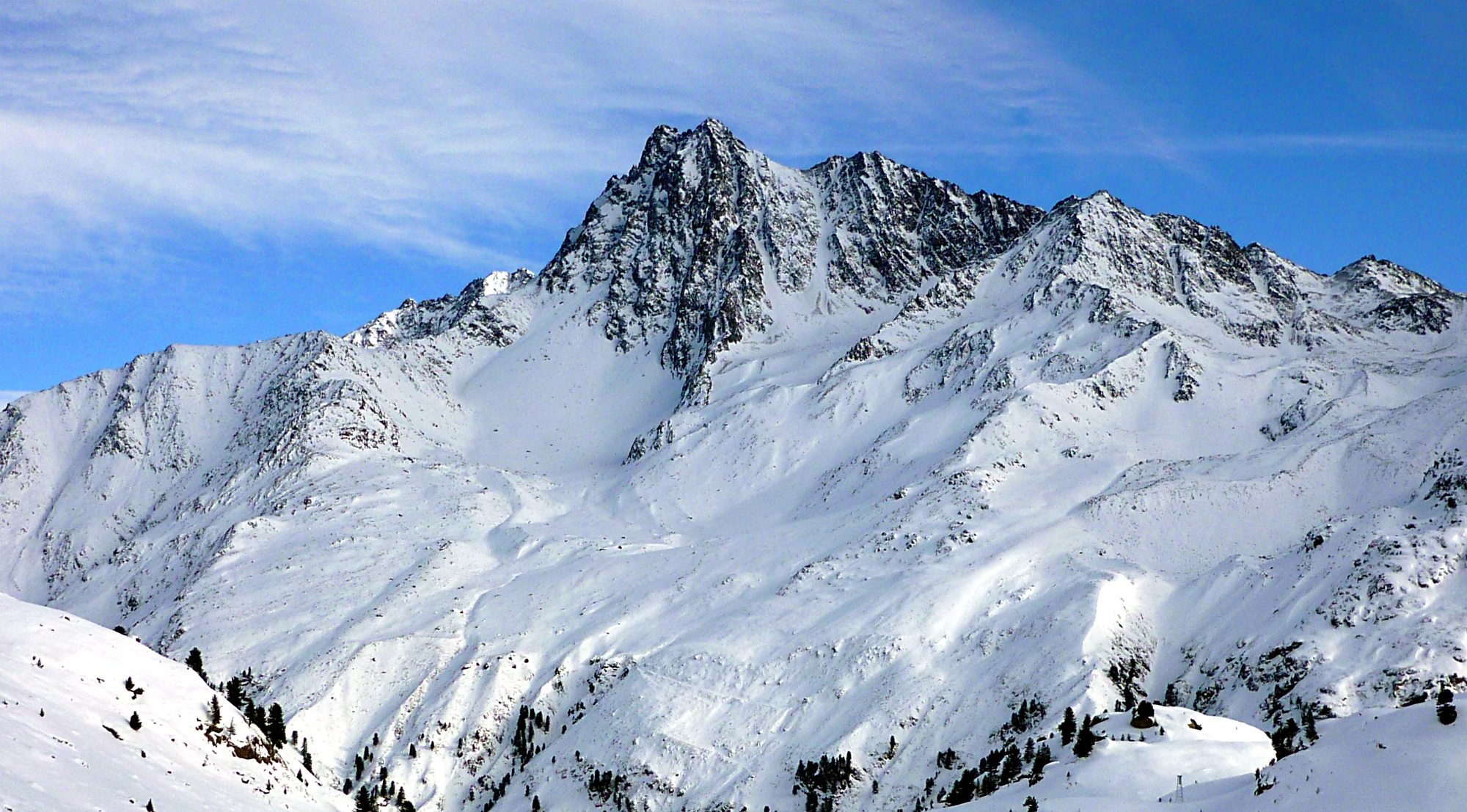
Ölgrubenspitze im Winter
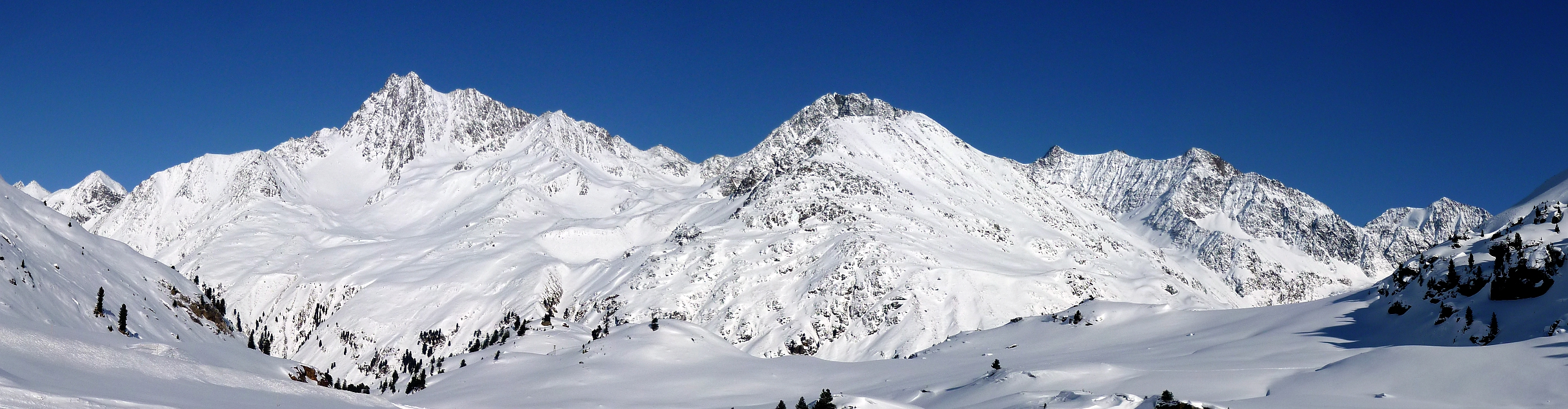
Ölgrubenspitze mit Gipfeln im Kaunergrat und Weißkamm